# UWC México 49
UWC México 49: Oviedo vs. Zadruzynski fue un evento de artes marciales mixtas producido por Ultimate Warrior Challenge México, que se llevó a cabo el 27 de octubre de 2023 en el Entram Gym de Tijuana, Baja California, México.